# Jerzy Florczak
Jerzy Florczak (ur. 1954) – polski koszykarz występujący na pozycji środkowego, medalista mistrzostw Polski.

## Osiągnięcia
Drużynowe
- Wicemistrz Polski (1975)
- Finalista pucharu Polski (1978)